# Longueuil—Pierre-Boucher
Pour les articles homonymes, voir Longueuil (homonymie).
Circonscription électorale fédérale du Canada
Longueuil—Pierre-Boucher (initialement connue sous le nom de Longueuil) est une ancienne circonscription électorale fédérale du Québec, situé en Montérégie. 

## Géographie
La circonscription se trouvait sur la Rive-Sud de Montréal dans la région québécoise de Montérégie. Le district inclut le nord du Vieux-Longueuil et le sud de Boucherville.
Les circonscriptions limitrophes étaient Saint-Lambert, Saint-Bruno—Saint-Hubert, Verchères—Les Patriotes, La Pointe-de-l'Île et Hochelaga. 

## Historique
La circonscription de Longueuil fut créée en 1952 à partir des circonscriptions de Chambly—Rouville et de Châteauguay—Huntingdon—Laprairie. Le nom a été remplacé par Longueuil—Pierre-Boucher en 2004 lors de l'inclusion de la partie Sud de Boucherville dans la circonscription. Pierre Boucher est un explorateur et le fondateur de Boucherville.
Lors du redécoupage de la carte électorale de 2012, l'ancienne circonscription de Longueuil—Pierre-Boucher acquérait des portions de Saint-Bruno—Saint-Hubert, tout en ayant d'autres portions laissées à la circonscription de Verchères—Les Patriotes, devenue Pierre-Boucher—Les Patriotes—Verchères, et fut rebaptisée Longueuil—Saint-Hubert.

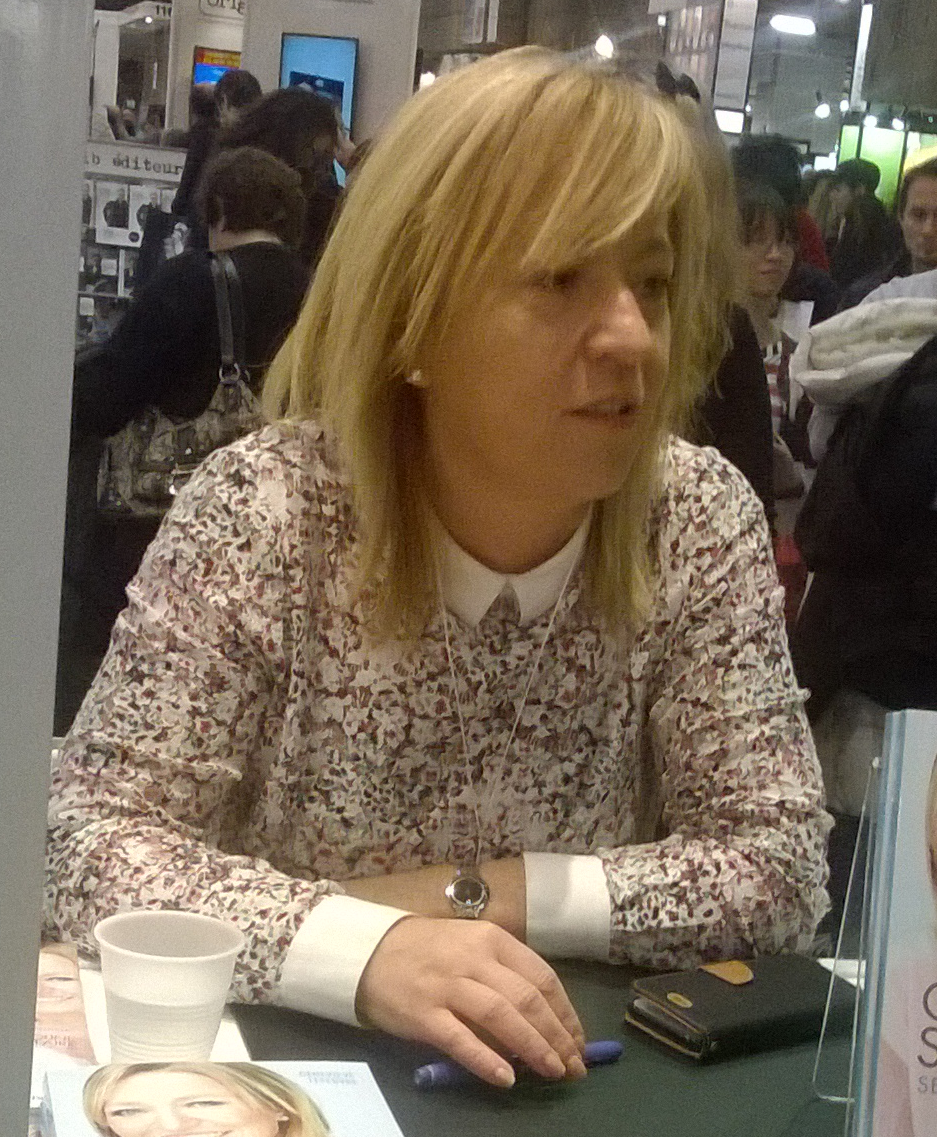
Caroline St-Hilaire

## Députés
| Législature                                                             | Années    | Député | Député              | Parti politique            |
| ----------------------------------------------------------------------- | --------- | ------ | ------------------- | -------------------------- |
| Longueuil issue de Chambly—Rouville et Châteauguay—Huntingdon—Laprairie |           |        |                     |                            |
| 22e                                                                     | 1953–1957 |        | Auguste Vincent     | Libéral                    |
| 23e                                                                     | 1957–1958 |        | Auguste Vincent     | Libéral                    |
| 24e                                                                     | 1958–1962 |        | Pierre Sévigny      | Progressiste-Conservateur  |
| 25e                                                                     | 1962–1963 |        | Pierre Sévigny      | Progressiste-Conservateur  |
| 26e                                                                     | 1963–1965 |        | Jean-Pierre Côté    | Libéral                    |
| 27e                                                                     | 1965–1968 |        | Jean-Pierre Côté    | Libéral                    |
| 28e                                                                     | 1968–1972 |        | Jean-Pierre Côté    | Libéral                    |
| 29e                                                                     | 1972–1974 |        | Jacques Olivier     | Libéral                    |
| 30e                                                                     | 1974–1979 |        | Jacques Olivier     | Libéral                    |
| 31e                                                                     | 1979–1980 |        | Jacques Olivier     | Libéral                    |
| 32e                                                                     | 1980–1984 |        | Jacques Olivier     | Libéral                    |
| 33e                                                                     | 1984–1988 |        | Nic Leblanc         | Progressiste-Conservateur  |
| 34e                                                                     | 1988–1990 |        | Nic Leblanc         | Progressiste-Conservateur  |
| 34e                                                                     | 1990–1993 |        | Nic Leblanc         | Bloc québécois             |
| 35e                                                                     | 1993–1997 |        | Nic Leblanc         | Bloc québécois             |
| 36e                                                                     | 1997–2000 |        | Caroline St-Hilaire | Bloc québécois             |
| 37e                                                                     | 2000–2004 |        | Caroline St-Hilaire | Bloc québécois             |
| Longueuil—Pierre-Boucher                                                |           |        |                     |                            |
| 38e                                                                     | 2004–2006 |        | Caroline St-Hilaire | Bloc québécois             |
| 39e                                                                     | 2006–2008 |        | Caroline St-Hilaire | Bloc québécois             |
| 40e                                                                     | 2008–2011 |        | Jean Dorion         | Bloc québécois             |
| 41e                                                                     | 2011–2015 |        | Pierre Nantel       | Nouveau Parti démocratique |
| Redistribuée dans Longueuil—Saint-Hubert                                |           |        |                     |                            |

## Résultats électoraux
|       | Candidat              | Parti              | # de voix | % des voix |
|       | Richard Bélisle       | Conservateur       | +04 339,  | 8,31 %     |
|       | (sortant) Jean Dorion | Bloc québécois     | +14 181,  | 27,16 %    |
|       | Kévan Falsafi         | Libéral            | +05 321,  | 10,19 %    |
|       | Pierre Nantel         | NPD                | +27 119,  | 51,93 %    |
|       | Valérie St-Amant      | Vert               | +01 032,  | 1,98 %     |
|       | Serge Patenaude       | Marxiste-léniniste | +00228,   | 0,44 %     |
| Total | Total                 | Total              | 52 220    | 100 %      |

|       | Candidat         | Parti              | # de voix | % des voix |
|       | Jacques Bouchard | Conservateur       | +07 210,  | 14,38 %    |
|       | Jean Dorion      | Bloc québécois     | +23 118,  | 46,12 %    |
|       | Ryan Hillier     | Libéral            | +10 920,  | 21,79 %    |
|       | Lise St-Denis    | NPD                | +07 021,  | 14,01 %    |
|       | Danielle Moreau  | Vert               | +01 752,  | 3,5 %      |
|       | Serge Patenaude  | Marxiste-léniniste | +00103,   | 0,21 %     |
| Total | Total            | Total              | 50 124    | 100 %      |